# Nycteris gambiensis
Nycteris gambiensis (K. Andersen, 1912) è un pipistrello della famiglia diffuso nell'Africa occidentale.

## Descrizione

### Dimensioni
Pipistrello di piccole dimensioni, con la lunghezza totale tra 92 e 103 mm, la lunghezza dell'avambraccio tra 35 e 44 mm, la lunghezza della coda tra 45 e 55 mm, la lunghezza del piede tra 11 e 13 mm, la lunghezza delle orecchie tra 24 e 30 mm e un peso fino a 9 g.

### Aspetto
La pelliccia è lunga, arruffata e lanuginosa. Le parti dorsali sono grigio-brunastro scuro, bruno-grigiastro o bruno-grigiastro scuro, mentre le parti ventrali sono leggermente più chiare. Il muso è privo di peli e con un solco longitudinale che termina sulla fronte in una profonda fossa. Le orecchie sono molto lunghe, strette, con l'estremità arrotondata ed unite anteriormente alla base da una sottile membrana cutanea. Il trago è corto, con l'estremità rotonda e un incavo sul bordo posteriore. Le membrane alari sono bruno-nerastre. Gli arti inferiori sono lunghi e sottili, i piedi, le dita e gli artigli sono molto piccoli. La coda è lunga, con l'estremità che termina con una struttura cartilaginea a forma di T ed è inclusa completamente nell'ampio uropatagio.

## Biologia

### Comportamento
Si rifugia in gruppi di circa 50 individui nelle cavità degli alberi, grotte, edifici abbandonati, capanne e case rurali.

### Alimentazione
Si nutre di insetti.

## Distribuzione e habitat
Questa specie è diffusa nell'Africa occidentale, in Senegal, Gambia, Mali meridionale, Guinea-Bissau, Guinea occidentale, Costa d'Avorio, Ghana, Togo, Benin, Burkina Faso, Nigeria occidentale e Camerun sud-orientale.

## Conservazione
La IUCN Red List, considerato il vasto areale e la popolazione presumibilmente numerosa, classifica N.gambiensis come specie a rischio minimo (Least Concern)).